# Chaim Herzog
Chaim Herzog (Hebreeuws: חיים הרצוג) (Belfast, Ierland 17 september 1918 - Tel Aviv, 17 april 1997) was de zesde president van Israël (1983-1993).

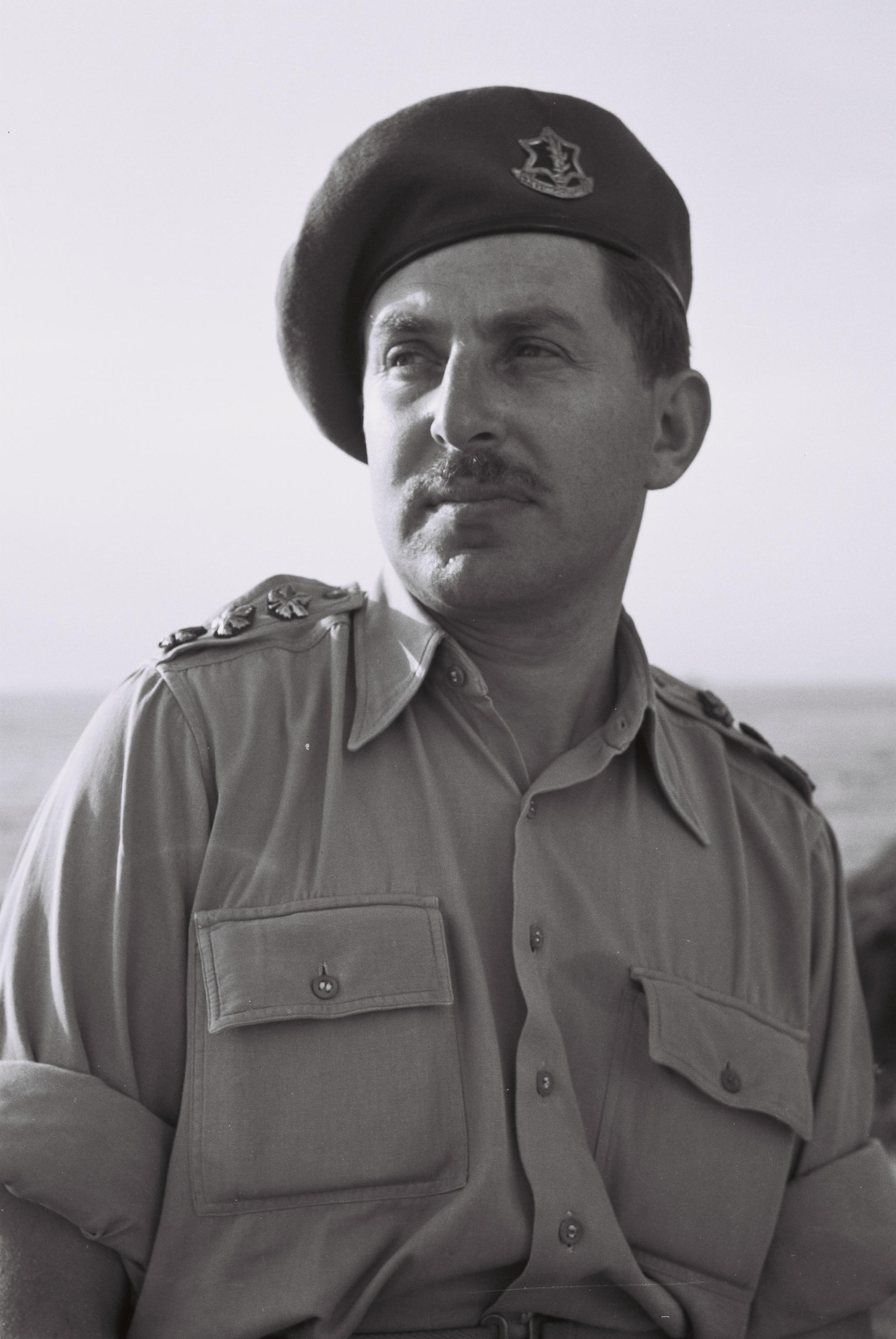
Chaim Herzog (1954)

Herzog werd president na een lange en bewogen carrière in het Britse leger (tijdens de Tweede Wereldoorlog), het Israëlische defensieleger (onder meer de onafhankelijkheidsoorlog in 1948), de diplomatiek en uiteindelijk de politiek.
Van 1975 tot 1978 was hij namens Israël ambassadeur bij de Verenigde Naties. In 1981 stelde Herzog zich verkiesbaar namens de Arbeidspartij en werd verkozen in de Knesset. Op 22 maart 1983 werd bij een stemming van 61 tegen 57 van tegenstander Menachem Elon Herzorg verkozen tot president. Op 5 mei 1983 werd hij president tot 13 mei 1993. 
In november 1986, op staatsbezoek in de Britse kroonkolonie Hongkong, bracht Herzog een geheim bezoek aan China, waar hij overleg voerde met hoge regeringsfunctionarissen. Hij legde daarmee de basis voor diplomatieke betrekkingen, die in 1990 werden aangeknoopt. Zijn zoon Yitzhak werd in 2021 de eerste president van Israël die een telefoongesprek voerde met de president van China, Xi Jinping.
Vier jaar na het einde van zijn tweede ambtstermijn overleed Chaim Herzog en is hij begraven op de Mount Herzl. 
Herzog was gehuwd met Aura Ambache, die in 2022 overleed op 97jarige leeftijd. Ze hadden vier kinderen, onder wie Isaac Herzog, de 13e president van Israël.

## Bibliografie

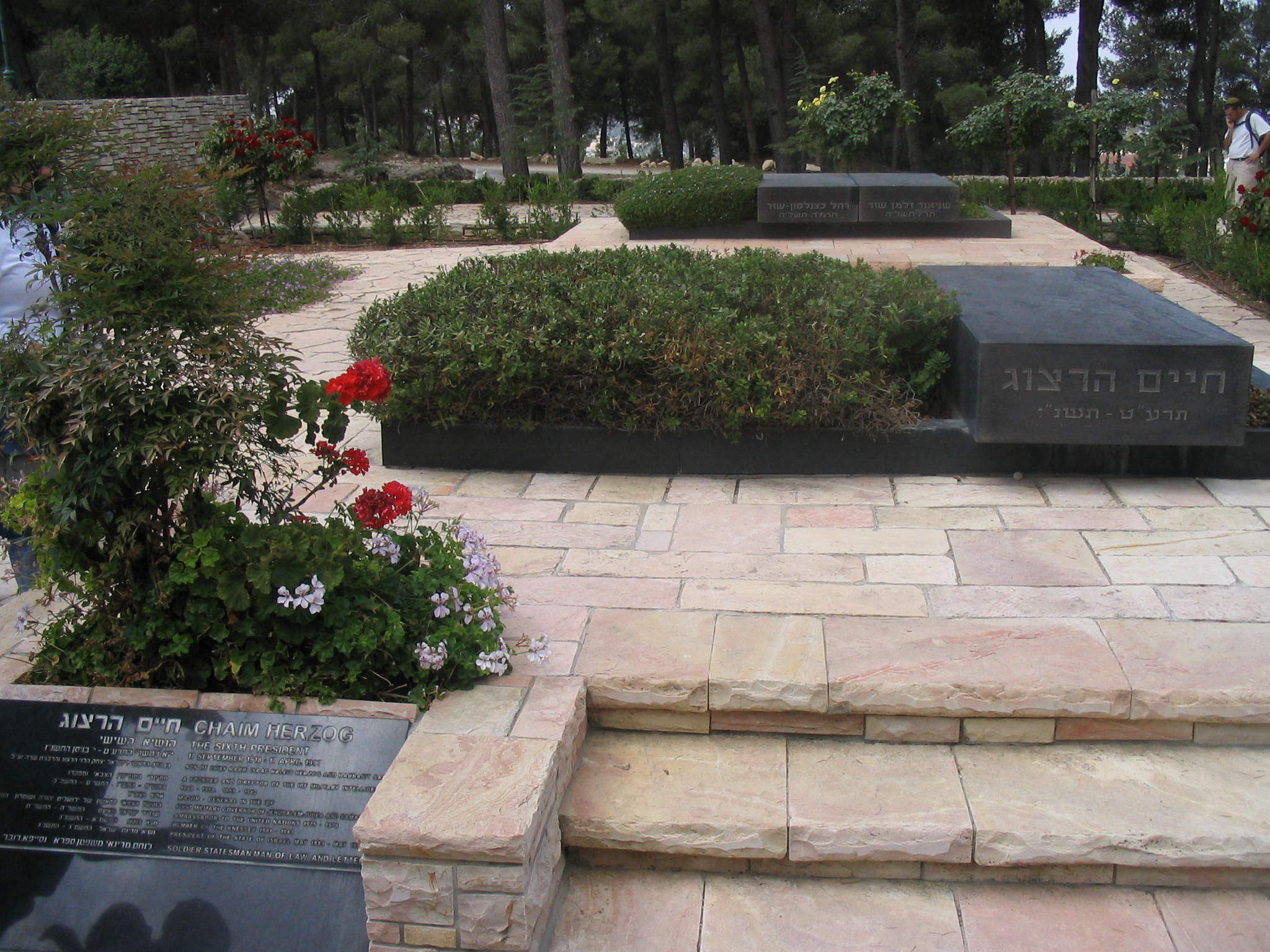
Herzogs graf